# Bhakti Mulia
Bhakti Mulia is een bestuurslaag in het regentschap Muaro Jambi van de provincie Jambi, Indonesië. Bhakti Mulia telt 1797 inwoners (volkstelling 2010).